# Елінг

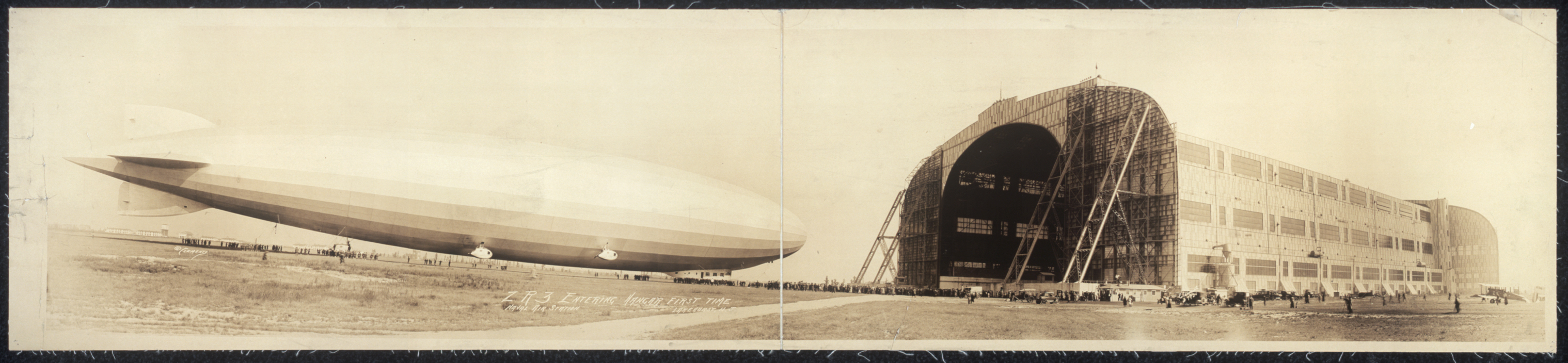
Елінг для дирижаблів у Лос-Анджелесі (1924)

Е́лінг (нід. helling) — споруда, призначена для побудови, зберігання та ремонту:
- у повітроплаванні — дирижаблів і аеростатів (повітропла́вня)[1]. Такі елінги будували з металу, дерева чи інших будівельних матеріалів. Найбільший елінг для дирижаблів звели 1929 року в м. Акрон (штат Огайо, США);
- у суднобудуванні — суден малого та середнього розміру.